# Ластівка ангольська
Ластівка ангольська (Hirundo angolensis) — вид горобцеподібних птахів родини ластівкових (Hirundinidae). Поширений в Африці.

## Поширення
Вид поширений в Центральній Африці. Мешкає в Анголі, Бурунді, Демократичній Республіці Конго, Габоні, Кенії, Малаві, Намібії, Руанді, Танзанії, Уганді та Замбії.

## Опис
Тіло завдовжки до 15 см і вагою від 16 до 19 г. Оперення чола, горла і верхньої частини грудей забарвлене в темно-червоно-каштановий колір. Корона і верхня частина тіла блискучого сталево-блакитного кольору. Махові і хвостові пера чорні, останні з великими білими віконцями.

## Спосіб життя
Їх раціон складається з різноманітних летючих комах. Вони можуть шукати їжу поодинці або зграями, видають слабке щебетання. Сезон розмноження та чисельність значною мірою залежить від регіону проживання, і деякі з них здійснюють міграції.

## Підвиди
Є два підвиди, але зустрічаються проміжні форми:
- H. a. angolensis — провінція Уїла (Ангола).
- H. a. arcticincta Sharpe, 1891[4] — Східна Африка.